# カノムクロック

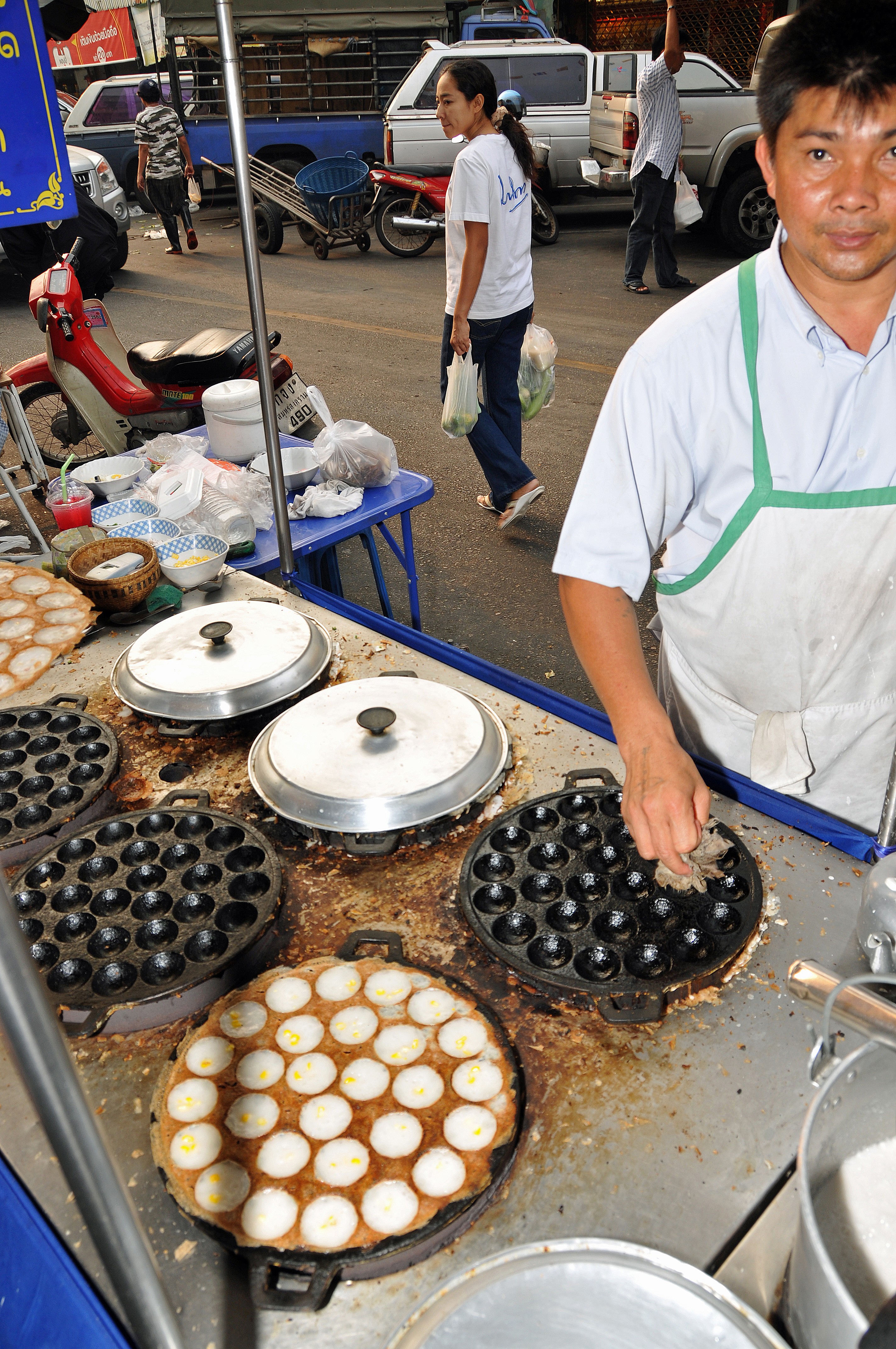
カノムクロックの実演販売

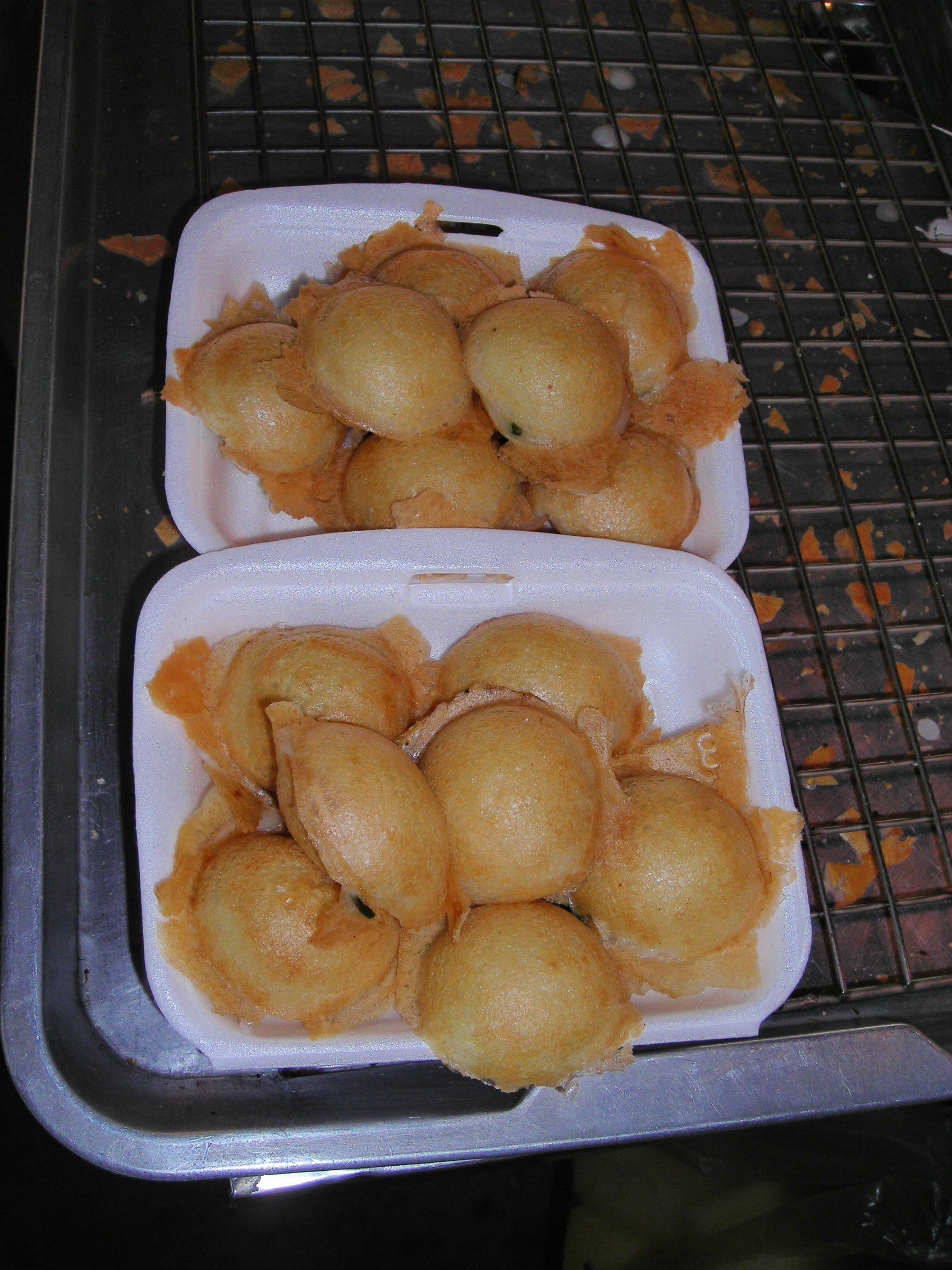
販売されるカノムクロック

カノムクロック（タイ語: ขนมครก, khanom krok）は、タイ王国の焼き菓子の一種。実演販売のように屋台で作って販売されることもある。カノムクロックの外観、およびカノムクロックを焼く鉄板の機器は日本のたこ焼きにも似るが、味はたこ焼きとはまったく異なる。
ココナッツミルクと米粉をベースとした生地を焼いた菓子であり、外側はカリっと焼きあがり、中央部はトロッとして熱々という日本のたこ焼き同様の特徴を持つ。定番の具材としてネギのみじん切りを入れることもある。
カノムクロックは、アユタヤ王朝時代（14世紀～18世紀）には食べられていたとされる。タイ語で「菓子」を意味する「カノム」と「恋人」を意味する「コンラッカン」を短縮した名称だとされる。2つの半球型を合わせて球体の菓子にすることから、愛し合う恋人二人がずっと一緒にいられるよう願いを込めて作られた菓子とされる。